# Empresa Nacional de Electricidade
Die Empresa Nacional de Electricidade de Angola — Empresa Pública (EP) (portugiesisch für: Nationales Elektrizitätsunternehmen von Angola, Staatsunternehmen), kurz ENE, war das staatliche Elektrizitätsversorgungsunternehmen von Angola.
Das Staatsunternehmen entstand 1980, als nach der Unabhängigkeit der sogenannten Überseeprovinz Angola von Portugal 1975 die neue marxistische Regierung der Einheitspartei MPLA den Stromsektor verstaatlichte.
Mit dem Dekret Nr. 305/14 vom 20. November 2014 wurde die ENE im Zuge dieser Umstrukturierung der angolanischen Stromwirtschaft aufgelöst. Aus ihr gingen 2014 der Stromversorger PRODEL, der Stromnetzbetreiber RNT und die Vertriebsgesellschaft ENDE hervor.